# 东乡茂德
东乡茂德（日语：〔〕／ Tōgō Shigenori，1882年12月10日—1950年7月23日），日本帝国时代外交官，二战甲级战犯。

## 生平
东乡茂德的祖先是姓朝鲜人，丰臣秀吉入侵朝鲜时被島津義弘劫掠到日本鹿儿岛。其先祖朴平意是日本著名陶器萨摩烧的创始人 。1882年朴茂德生于鹿兒島縣日置郡伊集院郷苗代川村（現日置市東市来町美山）。五岁时，家族改姓为东乡。
1912年，东乡茂德毕业于东京帝国大学（今东京大学）德语专业，1912年考入外务省，曾任驻中国奉天（今沈阳）助理領事、驻德大使館參事及驻美使馆一等秘書。1937年升任驻德国大使，1938年任驻苏联大使。
1941年10月至1942年9月，任东条英机内阁的外务大臣兼拓务大臣，参加筹划和准备针对英、美、法、荷等国的太平洋战争。太平洋战争爆发后，成为指挥太平洋战争及对华战争主要阁僚之一。
1945年4月至8月，任鈴木貫太郎内阁的外务大臣兼大东亚大臣，在日本無條件投降的決策中起到主要作用。
1948年11月12日，他被远东国际军事法庭判处有期徒刑20年。1950年7月于驻日美军陆军第361医院病逝，享年68歲。1978年10月，被靖国神社合祀。

## 著作
《東鄉茂德外交手記——時代の一面》(東京原書房，1967)

## 家族
东乡茂德夫人為德國猶太人，她是德國建築師蓋歐爾格·戴·拉朗德（George de Lalande）的遺孀。Edith與蓋歐爾格育有五子，和東鄉茂德再婚後育有一女。
外務省事務次官、日本駐美大使東鄉文彥是東鄉茂德的贅婿。
曾任《華盛頓郵報》記者的東鄉茂彥與前日本駐荷蘭大使、外務省歐亞局局長，現任京都產業大學教授的東鄉和彥為東鄉茂德的雙胞胎孫子。